# Округ Полк (Џорџија)
Округ Полк (енгл. Polk County) је округ у америчкој савезној држави Џорџија.

## Демографија
По попису из 2010. године број становника је 41.475, што је 3.348 (8,8%) становника више него 2000. године.
| Група             | 2000.          | 2010.          |
| Белци             | 29.684 (77,9%) | 30.492 (73,5%) |
| Афроамериканци    | 5.085 (13,3%)  | 5.190 (12,5%)  |
| Азијати           | 119 (0,3%)     | 281 (0,7%)     |
| Хиспаноамериканци | 2.921 (7,7%)   | 4.885 (11,8%)  |
| Укупно            | 38.127         | 41.475         |